# Martin Mišík
Martin Mišík (* 7. října 1975 Praha, známý pod přezdívkou Maťo) je český hudebník a výtvarník, syn zpěváka a písničkáře Vladimíra Mišíka a jeho ženy Kataríny.

## Životopis
Jeho otec natočil nahrávku improvizovaných písní (Maťo zpíval a Vladimír doprovázel na kytaru) nesoucí název Mišíkoviny. Ta je volně k poslechu na Maťových stránkách. Kytaře se začal věnovat přibližně v 16 letech v různých malých kapelách a projektech jako byly například Rotating Vegetables, Sleep Walkers nebo Negative Face. V dívčí kapele Panika hrál společně se Štěpánem Smetáčkem a Lenkou Dusilovou. Poté hrál v kapele Alice In Jam – což byla revivalová kapela Alice In Chains a Pearl Jam. V letech 2001–2002 se stal členem a kytaristou kapely Tata Bojs, se kterými natočil alba Biorytmy a Attention!.
Ze spolupráce s písničkářem Václavem Havelkou aka Selfbrush vznikla dvě alba. V roce 2004 se stal členem australsko/české kapely Astrometro, se kterou natočil EP Touch. V roce 2004 se stal členem doprovodné skupiny Anety Langerové, a společně natočili koncertní CD Koncert a DVD Spousta andělů ...na cestě. Členem kapely byl až do roku 2006.
V roce 2009 se Maťo stal součástí hudebního projektu Negative Face, jehož hlavním aktérem je Maťův kamarád a vnuk herce Lubomíra Lipského, Matěj Lipský. S Negative Face společně vytvořili v roce 2009 Andělem oceněné (žánrová kategorie Hard and heavy) a hudební kritikou velice nadprůměrně[zdroj⁠?!] hodnocené album The Garden of Wishes.
Vystudoval Soukromou mistrovskou školu uměleckého designu v Praze, obor Hračka, loutka, maska. Studoval společně s Honzou Homolou (skupina Wohnout).
Díky svému hudebnímu zázemí začal vytvářet obaly hudebních alb. Nejdříve pro své přátele a později i pro české interprety a hudební skupiny. Postupně své působení rozšiřuje o grafický design, interaktivní on-line a webové prezentace, animaci, film a motion grafiku. Věnuje se převážně koncepční tvorbě (např. kompletní firemní vizuální identita atp.).
V jeho práci se snoubí kreslířské nadání, schopnost práce s různými materiály, grafický a designérský cit, precizní, ale odlehčený způsob realizace, jemný humor se schopností vše velmi přirozeně skloubit do jednoho soudržného celku.[zdroj⁠?!]
Od roku 2013 spolupracuje s českým výrobcem kytarového vybavení Antonínem Salvou a jeho značkou Salvation Audio (Salvation Mods). Díky této spolupráci se setkal a začal spolupracovat na společných projektech umělci jako jsou např. Richard Fortus (Guns N' Roses), The Smashing Pumpkins, Accept a další.
V roce 2015 se seznámil s americkým kytaristou Kirkem Hammettem (Metallica) a Davidem Karonem a pro jejich kytarovou značku KHDK začal vytvářet vizuální identitu.

## Hudební diskografie
- Maťo a Vláďa Mišíkovi (1978) — album: Mišíkoviny
- Negative Face (1995) – album: In The Positive
- Negative Face (2000–1997) – album: The Dance of the Mournful Clown
- Štěpán Smetáček & the NOD (1999) – album: Thru
- Tata Bojs (2002) – album: Biorytmy
- Tata Bojs (2002) – album: Attention!
- Astrometro (2004) – EP: Touch
- Selfbrush (2004) – album: Ghost of a Handshake
- Obří broskev (2004) – album: Vybrané scény z dětského snu
- Negative Face (2005) – album: Stín
- Aneta Langerová (2005–2006) – album: Spousta andělů koncert, DVD: Spousta andělů ...na cestě
- Negative Face (2009) – album: The Garden of Wishes
- Tata Bojs (2012) — album: Biorytmy MAX
- Tata Bojs (2013) — album: Hity a city
- Negative Face (2013) — singl: Poznání
- Payanoia (2015) — album: Testostereo
- Gingerhead (2016) — singl: Holy Ground
- Gingerhead (2016) – EP: Holy Ground

## Výtvarná tvorba

### Hudební obaly
Maťo vytvořil obaly hudebních nosičů pro interprety a kapely jako jsou:
Žlutý pes, Ondřej Hejma, Wohnout, Roe-deer, Kabát, Kurtizány z 25. avenue, Těžkej Pokondr, ŠkWor, UDG, Krucipüsk, Obří broskev, Testify, Negative Face, P.R.S.T., Luboš Malina, Selfbrush, Astrometro, Aneta Langerová, Alaverdi, Fake tapes, Vladimír Mišík & Etc..., Ascendancy, Wabi Daněk, Druhá tráva, Michal Prokop, Kabrňáci, The Colorblinds, Adam Mišík, Stroy, Hromosvod, Support Lesbiens, Kabát ...

### Knižní obaly a ilustrace
- Tom Robbins – Vila inkognito, Když se z teplých krajù vrátí rozpálení invalidé, I na kovbojky občas padne smutek, Parfém bláznivého tance, Pozpátku letící divoké kachny, Hubené nohy a všechno ostatní, Zátiší s Datlem, Tibetský broskvový koláč, V žabím pyžamu
- Mordecai Richler – Byl tu Šalamoun Gursky, Barneyho verze, Učňovská léta Duddyho Kravitze, Jezdec z ulice sv. Urbana
- Pavel Kočí – Odložené životy

### Hračky a hry
- Kiumbové - aneb Tajupný balík z Afriky
- Laborigines

### Grafický design acorporate identity
Nano Energies, Alexim, Tanec 5 rytmů, LeeHooker custom instruments, Salvation Audio (Mods), KHDK, Samurai Shot, Warner Music, Vivala, Universal Music Group, Supraphon, Sony BMG, Smiloviský mlýn, ShineBean, Renault, Prima, Motorcity Mods, Playboy, Monitor, MG Caffe, Jugi Booking, Gekkon lešení, Felicius, Creative Gate, Championship Music, CSS Tloskov, Lidové noviny, Microsoft, Argo nakladatelství, EMI, Sitno Blues, Green Ways, John Deere

### Filmová tvorba amotion design
Negative Face, Tanec 5 rytmů, The Colorblinds, Salvation Audio, Gingerhead

## Kytarové vybavení
Kytary: Fender Telecaster '68, Ibanez Les Paul '76, Tokai Silver Star '82, PRS Mira, Squier Super-Sonic '84, Kramer Striker 422, Kourek akustická kytara, basa MusicMan StingRay
Snímače: Lollar Pickups, MotorCity Pickups, Lindy Fralin, DiMarzio
Aparatury: Bad Cat Black Cat, Salvation Audio MTS preamp moduly, Randall RM4 a RM20 (moded by Salvation Mods), VHT two ninety two power amp, Coffee Audio Latte box 2x12 (Celestion G12H-75 Creamback reproduktory)
Efekty: ToneWheel Boost a Vivider (Salvation Audio), Xotic BB preamp, Wampler Tumnus, LeeHooker Fuzz Trip, G-lab GCS-4, Dunlop J. Hendrix wah pedal, Dunlop Mini x volume pedal, Ernie Ball volume pedal, Line 6 M9 (moded by JHV3), Wampler Ego Compressor, Smrcka Effects power suply, Electro Harmonix Freezer, MXR Smart Gate, KHDK No.1, KHDK Ghoul Screamer, KHDK Scuzz Box, TC Electronic Hall Of Fame a Flashback X4
Ostatní: kabely LeeHooker a Mogami, pedalboardy T-Rex a Warwick, trsátka Dunlop Ultex, struny Ernie Ball